# Art clàssic

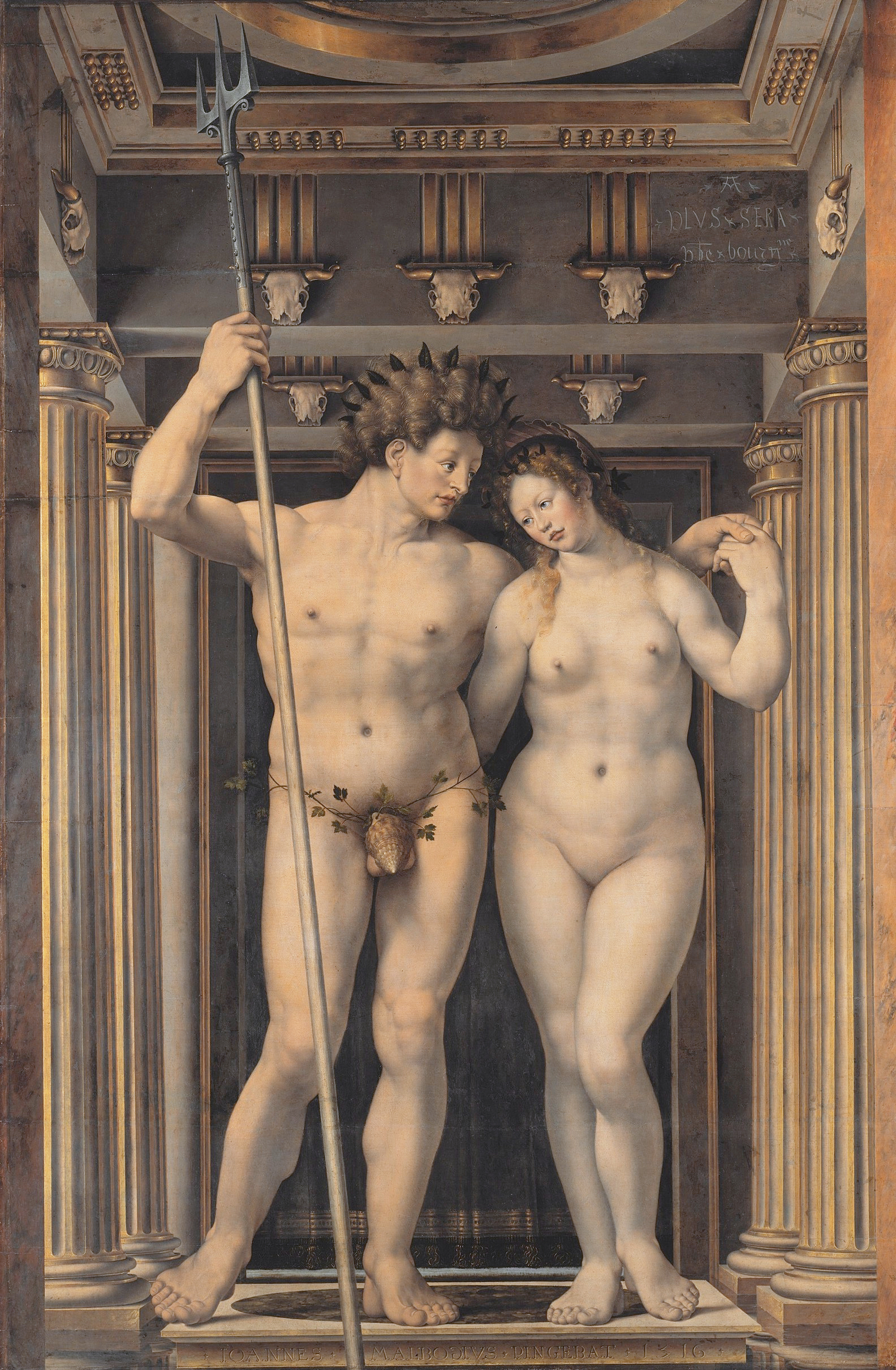
Neptú i Anfítrite, de Mabuse (1516).

L’art i la cultura clàssiques són un conjunt de conceptes culturals de la civilització occidental que identifiquen com clàssic allò grecoromà. Incloent en l'àmbit de la literatura -la literatura clàssica o grecoromana-, les diferents formes de la literatura grega i la literatura llatina (com la poesia, el teatre, la història la — historiografia clàssica — i la filosofia — filosofia grega, filosofia hel·lenística—); i en l'àmbit de l'art - l'art clàssic o grecoromà - considerat de forma àmplia (no només les anomenades belles arts -escultura clàssica, arquitectura clàssica-, sinó també totes les arts menors, estenent-se de vegades a tota la cultura material).

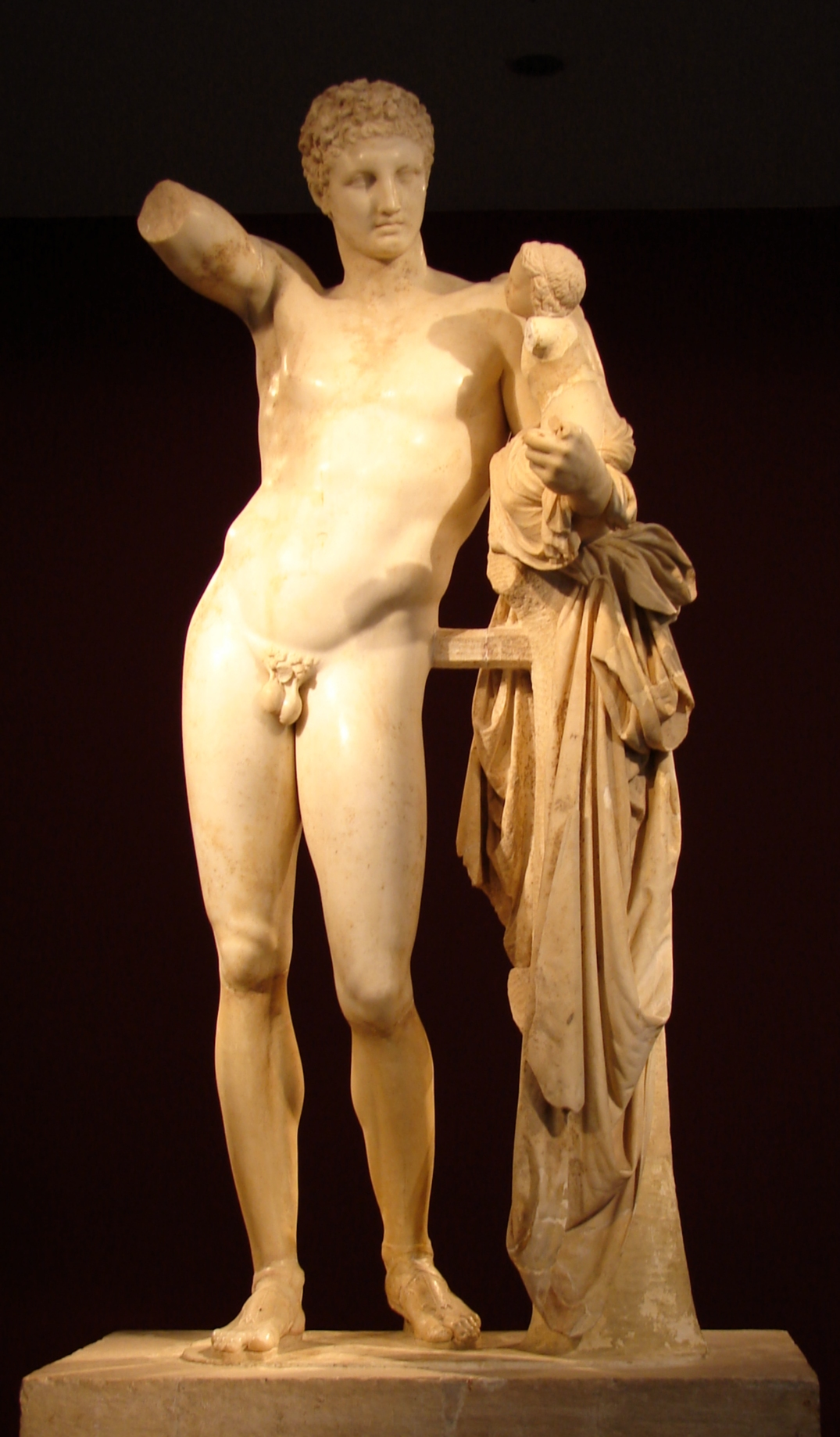
Hermes de Praxítel·les, còpia d'època romana de l'original del segle IV aC.

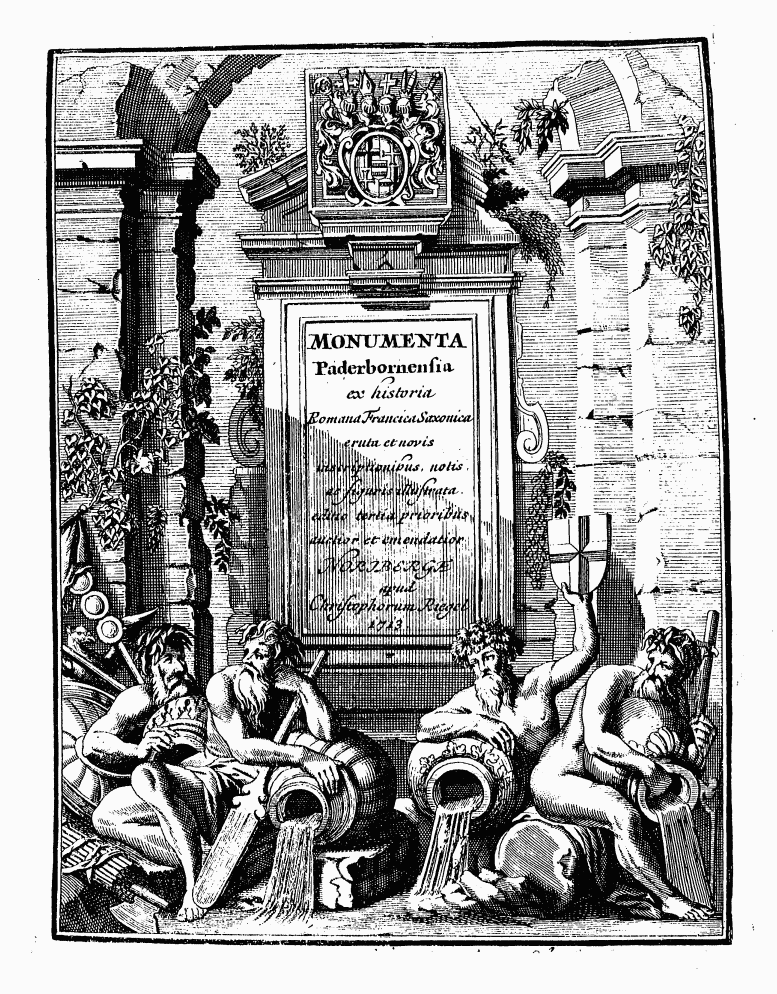
Monumenta Paderbornensia ex historia romana, francica, saxonica eruta, novis inscriptionibus, figuris, tabulis geographicis..., publicada entre 1669 i 1714. Entre les nombroses publicacions erudites destaquen Monumenta Germaniae Historica o Corpus Inscriptionum Latinarum.

En canvi, l'ús del concepte pintura clàssica, per l'escassedat de restes antigues de Grècia i Roma, s'estén a les produccions pictòriques del Renaixement clàssic, el classicisme del segle XVII o l'academicisme posterior; en el context cronològic de l'art contemporani s'oposa estilísticament al concepte d'art modern. A la música, els conceptes de música clàssica (equivalent al de música culta) o classicisme musical (l'estil de finals del XVIII i inicis del XIX, que segueix al barroc i precedeix al romanticisme) no es refereixen en cap cas a la música de l'antiguitat.
Entesa com a civilització, també formen part de la civilització clàssica o grecoromana els altres trets de la seva cultura, creences (mitologia clàssica —mitologia grega, mitologia romana—) i fins i tot la seva vida quotidiana, així com la seva economia, societat i organització política, militar i religiosa (religió grega, religió romana), especialment les institucions gregues i les institucions romanes.
Els límits temporals de l'antiguitat clàssica no són exactes i van aproximadament del segle viii aC al segle v; o bé incloent des de la civilització minoica i la civilització micènica). Personalitzant en dos autors, la cultura clàssica inclouria des d'Homer fins a Luci Apuleu; i fixant-se en dues obres, des del palau de Cnossos fins a la Columna de Trajà.
Els seus límits en l'espai són els del món grecoromà.
A Grècia, es reserva el nom de període clàssic a allò que rep el nom de segle de Pèricles (de mitjans del segle V a.C. a mitjans del segle iv aC, en canvi en el cas de Roma es fa el mateix des dels darrers segles de la República Romana segle ii aC fins als primers segles de l'Imperi Romà, amb els Antonins segle ii de la nostra era.
En la periodització de l'Art antic, específicament per a l'art occidental, s'acostuma a identificar el període pre-clàssic (civilitzacions de l'Antic Orient Proper), el període clàssic (art grec i romà) i el període post-clàssic (art de l'Antiguitat Tardana: tardoromà, paleocristià i bizantí).

## Evolució artística
El l'espai geogràfic on es desenvolupà la cultura grega s'estén per la Península del Peloponès i la Magna Grècia, i tanmateix tot el litoral mediterrani. Historiadors i experts han dividit les etapes artístiques en quatre:
- Pre-hel·lènic: on predomina la cultura cretomicènica i l'estil geomètric.
- Arcaic (S.VII-475aC): s'hi fixen les pautes de l'arquitectura i l'estil dòric.
- Clàssic (475aC-323aC): moment de màxim apogeu cultural grec al voltant de l'Atenes de Pèricles. Es pot subdividir al seu torn en el primer classicisme, marcat per l'edificació del Partenó, i el segon classicisme, amb Praxíteles, Lísip i Escopes de Paro al capdavant de la creació artística.
- Hel·lenístic (323-31aC) període en què gràcies a les conquestes d'Alexandre el Gran s'exporta l'art grec. En aquest període té lloc la ruptura amb els canons estètics clàssics. El desenvolupament d'aquest es confon amb el moment màxim de Roma.

Pel que fa a l'art romà, tradicionalment s'ha dividit en tres períodes:
- Republicà (III-IaC): coincidint amb el període polític república, el centre artístic és Roma. Es desenvolupa un art influenciat pel poble grec i l'etrusc.
- Imperial (I aC- V dC): influenciat per l'expansió territorial, trobem obres eclèctiques, sovint anònimes i monumentals. També s'inclou en aquest període l'art tardoromà.